# Zielsetzungstheorie
Die Zielsetzungstheorie (engl. goal-setting-theory oder kurz goal setting) ist eine Motivationsstrategie und wird manchmal als Motivationstheorie angesehen. Ihre zentrale Annahme besteht darin, dass die Motivation und die Leistung maßgeblich durch Ziele und Rückmeldung über deren Erreichung beeinflusst wird.
Maßgebliche Beiträge zur Zielsetzungstheorie stammen von Edwin Locke und Gary Latham.

## Beschreibung
Die Grundaussage der Zielsetzungstheorie besteht darin, dass Ziele Menschen motivieren und unmittelbare Regulatoren des menschlichen Handelns sind. Es soll ein Spannungszustand erzeugt werden, der Handlungen aktiviert. Die Ziele sollen dabei herausfordernd und präzise gestaltet werden. Rückkopplungen über Zielfortschritte sollen regelmäßig gegeben werden.
Dabei beeinflussen hohe spezifische Ziele die Leistung durch ihre Wirkung auf die Anstrengung (effort), die Ausdauer (persistence), die Richtung (direction) und die (Problemlösungs-)Strategien.
Es besteht ein signifikant hoher Zusammenhang zwischen schwierigen und zugleich spezifischen Zielen und der Leistung (Korrelationen zwischen .82 und .52), der auch von Tubbs (1986) und Mento (1987) in Metastudien nachgewiesen wurde. Nur schwierige Ziele (ohne Spezifizierung) ergeben gemäß den von Tubbs (1986) und Mento (1987) erstellten Meta-Studien Korrelationen zwischen .50 und .42.
Dabei können folgende fünf Moderatorvariablen im Zielsetzungsprozess eine Rolle spielen:
1. Zielbindung (= Die Entschlossenheit, ein Ziel zu erreichen, egal wo das Ziel hergekommen ist – Locke & Latham, 1990 / Bestätigt in Metastudie von Klein, 1999)
2. Aufgabenkomplexität (= Die Anzahl und Abhängigkeit von Regeln bei Aufgaben / Effektstärke 0,4 bei sehr hoher Aufgabenkomplexität).
3. Feedback (= Die Rückmeldung über die Ergebnisse / Effekt von Feedback und Zielsetzung vs. Zielsetzung allein d = .63 lt. Neubert, 1998 / Der Effekt ist stärker bei komplexen Aufgaben als bei einfachen Aufgaben).
4. Partizipation (= Die Mitspracherechte der Betroffenen bei Entscheidungen, z. B. über die Höhe des Ziels).
5. Selbstwirksamkeit (= Die Einschätzung einer Person über ihr Vermögen, die nötigen Handlungen zu organisieren und auszuführen, um ein bestimmtes Leistungsniveau zu erreichen (Bandura, 1986)).

Menschen mit hoher Selbstwirksamkeit (Locke & Latham, 2002):
- setzen sich selbst höhere Ziele
- sind mehr verbunden mit gesetzten Zielen
- finden und benutzen bessere Problemlösestrategien und
- reagieren positiver auf negatives Feedback.

Die Theorie impliziert, dass Ziele in einem realistischen Maß über den bislang gezeigten Leistungen liegen sollten. Meist wird dazu die SMART-Regel herangezogen. SMART steht dabei für specific (spezifisch), measurable (messbar), attainable (erreichbar), realistic (realistisch) und time-phased (auf einen festgelegten Zeitraum bezogen).
Rückmeldungen sollen konstruktiv und spezifisch erfolgen, die Selbstwirksamkeitserwartung stärken, bestenfalls regelmäßig informell erfolgen und sich auch auf den Prozess (und nicht nur das Ergebnis) beziehen.
Zur Ermittlung der Organisationsziele zieht man die Balanced Scorecard und das Management by Objectives heran.